# Bernd Schuster
Bernd Schuster, född 22 december 1959 i Augsburg, är en tysk professionell fotbollstränare, och före detta fotbollsspelare som bland annat var proffs i Barcelona och Real Madrid samt gjorde 21 landskamper för det västtyska landslaget 1979–1984.

## Spelarkarriär
Schuster kom fram tidigt som en stor talang i FC Köln och slog igenom när Västtyskland tog EM-guld 1980. Han spelade dock bara 21 landskamper beroende på att han inte kom överens med delar av landslagsledningen och några av spelarna.
Schuster var en av Barcelonas storstjärnor under 1980-talet tillsammans med bland andra Diego Maradona. Senare representerade han även Real Madrid och Atlético Madrid. 1993 flyttade han tillbaka till Tyskland och spelade för Bayer Leverkusen. Han avslutade spelarkarriären i Mexiko.
Schuster tillhör de allra största talanger som tysk fotboll någonsin producerat. Han var en synnerligen elegant mittfältare med superb teknik, frisparksspecialist och magnifik spelförståelse. Han hade dock en tendens att komma på kant inte bara med landslagstränare utan även tränare och presidenter i de klubbar han representerade. Han var dock älskad av fansen var han än spelade. Många tyskar menar att man hade vunnit VM både 1982 och 1986 om Schuster varit med (1982 spelade han fortfarande för "die Nationalmannschaft" men var skadad).
Vad gäller konflikterna med landslagstränarna försökte Franz Beckenbauer övertala Schuster att göra comeback till VM 1990. Beckenbauer ville bygga laget kring Schuster som spelmotor. Schuster var emellertid inte intresserad av en landslagscomeback. I början av 1990-talet blev han framröstad till bäste utländske spelaren någonsin i spanska ligan. Det sägs dock att Schuster efter avslutad karriär medgett att han ångrat att han valde att bojkotta landslaget.

## Tränarkarriär
Efter avslutad spelarkarriär blev Schuster tränare. Efter blandade resultat i början av sin tränarkarriär gjorde han 2005-2007 succé i Getafe (en förortsklubb från Madrid) och blev efterfrågad av Europas storklubbar. Sommaren 2007 efterträdde han Fabio Capello som tränare för Real Madrid efter att Capello fått sparken, trots att Real vann ligan för första gången sedan 2003. Anledningen till att Capello fick sparken sägs ha varit att Real Madrids supportrar ansåg att man spelade för tråkig fotboll. Kritiker i Spanien och då i synnerhet Barcelonas supportrar menar emellertid att Schuster inte ändrade på lagets spelidé. Trots att Schuster tränade Real Madrid vägrade han att avsäga sig sitt medlemskap i Barcelona, vilket många tyckte var kontroversiellt.
Den 9 december 2008 sparkades Schuster av Real Madrids ledning efter flera misslyckade matcher. Han sparkades för att han under en presskonferens innan El Clásico sagt att det skulle bli omöjligt att slå Barcelona på Camp Nou. Hans efterträdare Juande Ramos klev rakt in i hetluften som Real Madrids nye tränare bara dagar innan en av säsongens viktigaste matcher.
I juni 2010 skrev Schuster på ett tvåårskontrakt med turkiska storklubben Beşiktaş. Efter flera misslyckade matcher började fansen bli arga och bad honom lämna klubben. Den 15 mars 2011 sade Schuster upp sig eftersom klubben hade sex förluster från och med januari.
Schuster blev tränare för Málaga i juni 2013.

## Övrigt
Privat är Schuster sedan länge gift med Gaby Schuster och de har fyra barn tillsammans. Under Schusters karriär var frun hans manager och många menade att Gaby hade mycket stort inflytande över sin make.[vem?]

## Meriter

### Som spelare
- 21 A-landskamper för Västtyskland
- Europamästare (1980)
- Cupvinnarcupmästare (1982)
- Spansk mästare (1985, 1989, 1990)
- Spansk cupmästare (1981, 1983, 1988, 1989, 1991, 1992)
- Don Balón-priset (bäste utlänning i spanska ligan) (1985, 1991)

### Som tränare
- Spansk mästare (2008)
- Miguel Muñoz-priset (bäste tränare i spanska ligan) (2006)